# Power Rangers: Dino Fury
Power Rangers: Dino Fury é a 28ª e 29ª temporadas de Power Rangers e a primeira temporada 100% Hasbro da franquia, sob a divisão de produção da eOne, é uma adaptação de Kishiryu Sentai Ryusoulger, a temporada 2019 de Super Sentai.
A Temporada foi anunciada pela Hasbro na New York Toy Fair 2020, com imagens de Ryusoulger após o final do Trailer da segunda temporada de Power Rangers: Beast Morphers revelando sua data de estreia prevista para 2021. No Brasil, em 1 de outubro de 2021, o show estreia a primeira temporada na Cartoon Network, e no dia 11 de outubro de 2021 na TV Cultura, com episódios de segunda a sexta, às 17h30.
A segunda temporada estreou na Netflix brasileira em 1 de janeiro de 2023.
Foi confirmada a terceira temporada e última da franquia ranger e sequência da segunda temporada, a Cosmic Fury.

## Sinopse
Quando um exército de poderosos seres alienígenas é libertado na Terra, ameaçando a vida como a conhecemos, uma nova equipe de Power Rangers, alimentada pelo poder pré-histórico dos dinossauros, é recrutada para lidar com a ameaça.

## Elenco
| Ator / Atriz | Ator / Atriz | Personagem             | Denominação               | Dinossauro            |
| ------------ | ------------ | ---------------------- | ------------------------- | --------------------- |
|              | Russel Curry | Zayto                  | Ranger Dino Fury Vermelho | Tiranossauro Rex      |
|              | Hunter Deno  | Amelia Jones           | Ranger Dino Fury Rosa     | Anquilossauro         |
|              | Kai Moya     | Ollie Akana            | Ranger Dino Fury Azul     | Triceratops           |
|              | Tessa Rao    | Isabella "Izzy" Garcia | Ranger Dino Fury Verde    | Tigre Dentes de Sabre |
|              | Chance Perez | Javier "Javi" Garcia   | Ranger Dino Fury Preto    | Estegossauro          |
|              | Jordon Fite  | Aiyon                  | Ranger Dino Fury Dourado  | Mosassauro            |
|              | Jared Turner | Tarrick                | Void Knight               | Tiranossauro Rex      |

### Aliados
- Dra. Lani Akana (Shavaughn Ruakere): uma arqueologa em Pine Ridge. Mãe de Ollie.
- Mick Kanic (Kelson Henderson): Personagem apenas da série Power Rangers Aço Ninja.
- Solon (Josephine Davison): Solon é companheira de Zayto desde que virou Ranger, cuidou dele enquanto estava congelado durante anos.
- Carlos Garcia (Blair Strang): Guarda florestal da floresta de Pine Ridge. Pai de Javier e Izzy.
- Jane Fairview (Kira Josephson): Editora chefe da BuzzBlast, Amelia trabalha pra ela como reporter investigativa.
- J-Borg (Victoria Abbott): Assistente robotica de Jane na BuzzBlast, feita pela empresa Hartford Robotics.
- Lily (Sarah Dalton): Atleta com Sindrome de Down. Prima de Javier e Izzy.
- "Pop Pop" Jones (Greg Johnson): Limpador de Janela de Pine Ridge. Avô de Amelia.
- Mestres da Morfagem: São seres que começaram a estudar e mexer com a Rede de Morfagem ha milhares de anos atras. Eles são os responsaveis por dar a Zayto e seus amigos, os Cavaleiros de Rafkon os poderes de Rangers.

### Vilões
- Tarrick/Void King/Void Knight: O Void Knight é um guerreiro alienígena blindado que caiu na Terra há muitos anos. Ele pretende usar o poder do Sporix para seu próprio benefício.
- Boomtower (Mark Mitchinson): Um robo lutador brutal e general criado por Void Knight.
- Hengemen: São soldados de batalha, do exército de Void Knight.
- Mucus (Torum Heng): monstra verde e gosmenta em forma de cogumelo.
- Slyther (Campbell Cooley): Foi criado por Void Knight para pegar os Sporix dos Ranger, tem o poder de metamorfose capaz de se transformar em qualquer pessoa.
- Reaghoul (Geoff Dolan): Um monstro necromante que foi responsavel de tirar o Lord Zedd em um ponto da sua linha do tempo. foi preso por Void Knight pelo fracasso de capturar os Rangers.
- Lord Zedd (Andrew Laing): Foi tirado em um ponto da sua linha do tempo e controlado pelo Reaghoul atraves de um colar, apos o Ranger Azul destruir o coloar ele se voltou contra Reaghoul e conseguiu escapar.
- Wreckmate (John Leigh): Um robo criado por Mucus e Slyther com objetivo de destruir Mosa Razor Zord.
- Santaura/Void Queen (Siobhan Marshall): Descriçao em breve.
- Snageye (Steve McCleary): Descrição em breve.
- Nulleye (Steve McCleary): Descrição em breve.

## Produção
Simon Bennett, diretor de Ninja Steel e Beast Morphers retorna agora como Showrunner da franquia. Ao seu lado quem também permanece da antiga equipe da Saban é o popular produtor Chip Lynn que no passado trabalhou com temporadas como Espaço (1998) e RPM (2009) e voltou à franquia em 2015 para produzir Dino Charge.
Quem também retorna para Dino Fury são os roteiristas Becca Barnes e Alwyn Dale, ambos trabalharam em Dino Charge, Ninja Steel e Beast Morphers.

## Arsenal
- Morfador Dino Fury: Dispositivo de transformação dos Rangers.
  - Chave Dino Fury: são chaves que permitem aos Rangers acessarem seus morfadores. Elas também servem para ativar armaduras durante a batalha.
    - Power Key Vermelho: chave de transformação do Ranger Vermelho, também serve para chamar o T-Rex Champion Zord.
    - Power Key Azul: chave de transformação do Ranger Azul, também serve para chamar Tricera Blade Zord.
    - Power Key Rosa: chave de transformação da Ranger Rosa, também serve para chamar Ankylo Hammer Zord.
    - Power Key Verde: chave de transformação da Ranger Verde, também serve para chamar o Tiger Claw Zord
    - Power Key Preto: chave de transformação do Ranger Preto, também serve para chamar o Stego Spike Zord.
    - Power Key Dourado: chave de transformação do Ranger Dourado, também serve para chamar o Mosa Razor Zord.
    - Chaves Boost: chaves auxiliares
    - Chave Dino Hengemen: chave utilizada por Void Knight para controlar os soldados "Hengemen" por benefício próprio.
    - Chave Dino fedida: essa chave permiti que o usuário use um ataque de gás para distrair os seus inimigos.
    - Chave Dino gravidade: essa chave permiti ao usuário usar um ataque de gravidade para desacelerar o inimigo.
    - Chave Dino sônica:
    - Chave Dino flutuar
    - Chave Dino escudo
    - Chave Dino velocidade
- Chromafury Saber: São sabres dos Rangers que usam em batalha.
  - Dino adaga: É a forma Adaga de Chomafury Saber dos Rangers.
- Dino Fury Battle Belt: São fivelas dos cintos dos Rangers que servem para guardar suas Power Keys.
- Void Saber: Sabre de Void Knight que usa em batalha que também serve de dispositivo de transformação.
- Sabre Mega Fury: Sabre do Ranger Vermelho que so poder ser usado em Megazord.
- Mosa Blaster: Dispositivo de transformação do Ranger Dourado que também serve de detonador.
  - Mosa Blade: E o sabre do Ranger Dourado que pode usar em batalha e semelhante a uma motosserra que destrói escudos com facilidade.
    - Gold Fury Blade Blaster: E a combinação de Mosa Blaster e Mosa Blade que pode desferir um ataque poderoso.

## Zords
- Zord T-Rex Paladino
  - Zord T-Rex Paladino Modo Batalha
- Zord Tricera Lamina
- Zord Anquilo Martelo
- Zord Garra Tigre
- Zord Estego Espinho
- Zord Dimetrio em Chamas
- Zord Mosa Lamina
- Pacha Smash Zord e Baby Pacha Zord

- Ptera Freeze Zord

## Megazords
| Megazord                                       | Zords                                                                                                  |
| ---------------------------------------------- | --- |
| Dino Fury Megazord                             | Zord T-Rex Paladino, Zord Tricera Lamina e Zord Anquilo Martelo                                        |
| Dino Fury Megazord (Formação Garra)            | Zord Garra Tigre, Zord T-Rex Paladino, Zord Tricera Lamina e Zord Anquilo Martelo                      |
| Dino Fury Megazord (Formação Martelo)          | Zord Anquilo Martelo, Zord T-Rex Paladino e Zord Tricera Lamina                                        |
| Dino Fury Megazord (Formação Espinho)          | Zord Estego Espinho, Zord T-Rex Paladino, Zord Tricera Lamina e Zord Anquilo Martelo                   |
| Dino Fury Megazord (Formação Lamina)           | Zord Tricera Lamina, T-Rex Paladino e Zord Anquilo Martelo                                             |
| Dino Fury Megazord (Formação Guerreiro)        | Zord T-Rex Paladino, Zord Tricera Lamina, Zord Anquilo Martelo, Zord Garra Tigre e Zord Estego Espinho |
| Dino Fury Megazord (Formação Guerreiro Lamina) | Zord Tricera Lamina, Zord T-Rex Paladino, Zord Anquilo Martelo, Zord Garra Tigre e Zord Estego Espinho |
| Dino Fury Megazord (Formação Fortaleza)        | Zord T-Rex Paladino, Zord Tricera Lamina e Zord Anquilo Martelo                                        |
| T-Rex Megazord em Chamas                       | Zord T-Rex Paladino e Zord Dimetrio Em Chamas                                                          |
| Zord Mosa Lamina Modo Batalha                  | Zord Mosa Lamina e Zords Desconhecidos                                                                 |
| Zord Elétrico                                  | Zord Dimetrio em Chamas, Zord Mosa Lamina e Zords Desconhecidos                                        |
| Ultrazord Fusão                                | Zord T-Rex Paladino, Zord Dimetrio em Chamas e Zord Mosa Lamina                                        |
| Zords Raptors Cosmicos                         | Zord Raptor Sombra e Zord Raptor Luz                                                                   |
| Megazord Mosa Sombra                           | Zord Mosa Lamina, Zords Desconhecidos e Zord Raptor Sombra                                             |
| Megazord T-Rex Cosmico                         | Zord T-Rex Paladino, Zord Raptor Luz e Zord Raptor Sombra                                              |
| Megazord Mosa Cosmico                          | Zord Mosa Lamina, Zords Desconhecidos, Zord Raptor Luz e Zord Raptor Sombra                            |
| Dino Fury Megazord (Formação Smash)            | Zord T-Rex Paladino, Zord Anquilo Martelo, Zord Tricera Lamina, Pacha Smash Zord e Baby Pacha Zord     |
| Ptera Rex Zord                                 | Zord T-Rex Paladino, Ptera Freeze Zord                                                                 |
| Ptera Smash Ultrazord                          | Zord T-Rex Paladino, Pacha Smash Zord e Baby Pacha Zord, Ptera Freeze Zord                             |
| Primal Ultrazord                               | Zord T-Rex Paladino, Zord Mosa Lamina, Ptera Freeze Zord                                               |

## Episódios

### Parte 1 (2021)
| Nº do episódio | Titulo Original       | Titulo em outros países                 | Data de Exibição |
| -------------- | --------------------- | --------------------------------------- | --- |
| 01             | Destination Dinohenge | Destino Dinohenge Destination Dinohenge | 1 de Outubro de 2021 Cartoon Network 11 de outubro de 2021 TV Cultura (TV fechada) 20 de Fevereiro de 2021 7 de Junho de 2021                             |
| 02             | Sporix Unleashed      | Sporix à Solta Alert Sporix             | 8 de outubro de 2021 Cartoon Network 12 de outubro de 2021 TV Cultura (TV fechada) 27 de Fevereiro de 2021 7 de Junho de 2021                             |
| 03             | Lost Signal           | Sinal Perdido Ne Jamais Abandonner      | 13 de outubro de 2021 TV Cultura (TV aberta) 15 de outubro de 2021 Cartoon Network 6 de março de 2021 7 de Junho de 2021                                  |
| 04             | New Recruits          | Novos Recrutas Vert et noir             | 14 de outubro de 2021 TV Cultura (TV aberta) 22 de outubro de 2021 Cartoon Network 20 de março de 2021 8 de Junho de 2021                                 |
| 05             | Winning Attitude      | Postura Vencedora                       | 15 de outubro de 2021 TV Cultura (TV aberta) 29 de outubro de 2021 Cartoon Network 27 de Março de 2021 9 de Junho de 2021                                 |
| 06             | Superstition Strikes  | A Superstição Ataca                     | 18 de outubro de 2021 TV Cultura (TV aberta) 22 de outubro de 2021 Cartoon Network 3 de abril de 2021                                                     |
| 07             | Stego Search          | Em Busca do Estegossauro                | 19 de outubro de 2021 TV Cultura (TV aberta) 05 de novembro de 2021 Cartoon Network 10 de abril de 2021                                                   |
| 08             | Unexpected Guest      | Convidado Inesperado                    | 20 de outubro de 2021 TV Cultura (TV aberta) 12 de novembro de 2021 Cartoon Network 17 de abril de 2021                                                   |
| 09             | Cut Off               | Desconectado                            | 22 de outubro de 2021 TV Cultura (TV aberta) 19 de novembro de 2021 Cartoon Network 15 de junho de 2021                                                   |
| 10             | Phoning Home          | Ligando para Casa                       | 25 de outubro de 2021 TV Cultura (TV aberta) 26 de novembro de 2021 Cartoon Network 15 de junho de 2021                                                   |
| 11             | McScary Manor         | Mansão Assombrada                       | 26 de outubro de 2021 TV Cultura (TV aberta) 3 de dezembro de 2021 Cartoon Network 15 de junho de 2021                                                    |
| 12             | Super Hotshot         | Super Estrela                           | 27 de outubro de 20021 TV Cultura (TV aberta) 10 de dezembro de 2021 Cartoon Network 06 de setembro de 2021 15 de outubro de 2021                         |
| 13             | The Matchmaker        | Casamenteiro                            | 28 de outubro de 2021 TV Cultura (TV aberta) 17 de dezembro de 2021 Cartoon Network 07 de setembro de 2021 15 de outubro de 2021                          |
| 14             | Old Foes              | Velhos Rivais                           | 29 de outubro de 2021 TV Cultura (TV aberta) 7 de janeiro de 2022 Cartoon Network 08 de setembro de 2021 15 de outubro de 2021                            |
| 15             | Storm Surge           | Tempestade Eletrica                     | 01 de novembro de 2021 TV Cultura (TV fechada) 14 de janeiro de 2022 Cartoon Network 09 de setembro de 2021 15 de outubro de 2021                         |
| 16             | Ancient History       | Historia Antiga                         | 02 de novembro de 2021 TV Cultura (TV aberta) 21 de janeiro de 2022 Cartoon Network 10 de setembro de 2021 15 de outubro de 2021                          |
| 17             | Our Hero              | Nosso Herói                             | 03 de novembro de 2021 TV Cultura (TV aberta) 28 de janeiro de 2022 Cartoon Network 22 de setembro de 2021 23 de setembro de 2021 15 de outubro de 2021   |
| 18             | Crossed Wires         | Linhas Cruzadas                         | 05 de novembro de 2021 TV Cultura (TV aberta) 4 de fevereiro de 2022 Cartoon Network 23 de setembro de 2021 24 de setembro de 2021 15 de outubro de 2021  |
| 19             | The Makeover          | A Repaginação                           | 8 de novembro de 2021 TV Cultura (TV aberta) 11 de fevereiro de 2022 Cartoon Network 24 de setembro de 2021 27 de setembro de 2021 15 de outubro de 2021  |
| 20             | Waking Nightmares     | Pesadelos Vivos                         | 9 de novembro de 2021 TV Cultura (TV aberta) 18 de fevereiro de 2022 Cartoon Network 27 de setembro de 2021 28 de setembro de 2021 15 de outubro de 2021  |
| 21             | Void Trap             | A Armadilha do Void Knight              | 10 de novembro de 2021 TV Cultura (TV aberta) 25 de fevereiro de 2022 Cartoon Network 28 de Setembro de 2021 29 de setembro de 2021 15 de outubro de 2021 |
| 22             | Secret Santa          | Amigo Secreto                           | 24 de dezembro de 2021 Cartoon Network TBA 30 de setembro de 2021 15 de outubro de 2021                                                                   |

### Parte 2 (2022)
| Nº do episódio | Título original  | Título em outros países | Data de exibição                                 |
| -------------- | ---------------- | ----------------------- | ------------------------------------------------ |
| 01             | Numero Uno       | Número Um               | 3 de Março de 2022 Janeiro de 2023 (Netflix)     |
| 02             | The Festival     | O Festival              | 3 de Março de 2022 Janeiro de 2023 (Netflix)     |
| 03             | Missing Pieces   | Peças Desaparecidas     | 3 de Março de 2022 Janeiro de 2023 (Netflix)     |
| 04             | Tiny Trouble     | Brasil                  | 3 de Março de 2022 Janeiro de 2023 (Netflix)     |
| 05             | Stitched Up      | Costurado               | 3 de Março de 2022 Janeiro de 2023 (Netflix)     |
| 06             | Jam Session      | TBA                     | 3 de Março de 2022 Janeiro de 2023 (Netflix)     |
| 07             | New Leaf         | Novas Folhas            | 3 de Março de 2022 Janeiro de 2023 (Netflix)     |
| 08             | Serious Business | Assunto Sérios          | 3 de Março de 2022 Janeiro de 2023 (Netflix)     |
| 09             | The Hunt         | A Caça                  | 3 de Março de 2002 Janeiro de 2023 (Netflix)     |
| 10             | Losers Weepers   | TBA                     | 3 de Março de 2022 Janeiro de 2023 (Netflix)     |
| 11             | The Copycat      | O Copiador              | 3 de Março de 2022 Janeiro de 2023 (Netflix)     |
| 12             | Ultimate Mystery | Mistério Supremo        | 29 de Setembro de 2022 Janeiro de 2023 (Netflix) |
| 13             | Love Hate        | TBA                     | 29 de Setembro de 2022 Janeiro de 2023 (Netflix) |
| 14             | Rafkon Revealed  | Rafkon Revelado         | 29 de Setembro de 2022 Janeiro de 2023 (Netflix) |
| 15             | Morphin Master   | Mestre da Morfagem      | 29 de Setembro de 2022 Janeiro de 2023 (Netflix) |
| 16             | Wishful Thinking | TBA                     | 29 de Setembro de 2022 Janeiro de 2023 (Netflix) |
| 17             | Things Unspoken  | TBA                     | 29 de Setembro de 2022 Janeiro de 2023 (Netflix) |
| 18             | Guilt Trip       | TBA                     | 29 de Setembro de 2022 Janeiro de 2023 (Netflix) |
| 19             | Bad Vibes        | Vibe Ruim               | 29 de Setembro de 2022 Janeiro de 2023 (Netflix) |
| 20             | The Invasion     | A Invasão               | 29 de Setembro de 2022 Janeiro de 2023 (Netflix) |
| 21             | The Truth        | A Verdade               | 29 de Setembro de 2022 Janeiro de 2023 (Netflix) |
| 22             | The Nemesis      | O Nemesis               | 29 de Setembro de 2022 Janeiro de 2023 (Netflix) |

## Dubladores
| Dublador           | Personagem             | Alguns Outros Trabalhos |
| ------------------ | ---------------------- | --- |
| Lucas Marcondes    | Zayto                  | Quon (Beyblade Burst Rise)                                                                                                   |
| Rafael Quelle      | Ollie Akana            | Arn (Castlevania), Denver (La Casa de Papel)                                                                                 |
| Amanda Tavares     | Amelia Jones           | Pinkie Pie (My Little Pony: Equestria Girls), Moroha (Yashahime)                                                             |
| Carla Martelli     | Isabella "Izzy" Garcia | Sypha (Castlevania), Irisdina (Schwarzesmarken), Capitã Marvel/Carol Danvers (Marvel: Spider Man, Marvel: Avengers Assemble) |
| Vitor Coldibelli   | Javier "Javi" Garcia   | Riku (Ultraman Geed) |
| Cadu Ramos         | Aiyon                  | Fumihiro (Beyblade Burst) |
| André Gaiani       | Tarrick/Void King      | Jerry (Ricky e Morty) |
| Cátia Massotti     | Dra. Lani Akana        | Samira (League of Legends), Raquel Murillo (La Casa de Papel)                                                                |
| Karina Botião      | Solon                  | Beatrix Brehme (Schwarzesmarken)                                                                                             |
| Ricardo Campos     | Carlos Garcia          | Cruise (Power Rangers Beast Morphers)                                                                                        |
| Amanda Moreira     | Jane Fairview          | Kat (TheBoldType), Quinn (Final Space)                                                                                       |
| Jéssica Cardia     | J-Borg                 | Imina (Overlord), Debbie Eagan (GLOW)                                                                                        |
| Leo Rossi          | Mick Kanic             | Osamu Kirin (Yashahime) |
| Nilson Reis        | Ed Jones(Vovô)         | |
| Isabela Dentini    | Lily                   | Tamani (Yashahime) |
| Bruna Nogueira     | Mucus                  | Setsuna (Yashahime), Narberal Gamma (Overlord)                                                                               |
| Digão Vicente      | Boomtower              | Ruffin (P-Valley) |
| Enio Vivona        | Slyther                | Rick (Rick e Morty) |
| TBA                | Reaghoul               | |
| Luiz Nunes         | Lord Zedd              | Spectreman |
| Demétrius Augustus | Wreckmate              | |
| TBA                | Santaura/Void Queen    | |
| TBA                | Snageye                | |
| TBA                | Nulleye                | |